# 行星的地球物理定義
國際地質科學聯盟（英語：International Union of Geological Sciences，IUGS）是國際公認的機構，負責促進跨地球科學學科的命名和分類協定。然而，他們還沒有對「行星」一詞做出正式定義。因此，專業的地球物理學家、行星科學家和其它地球科學專業人士使用各種地球物理定義。許多專業人士選擇使用這些地球物理定義之一，而不是國際天文學聯合會投票通過的定義，但國際天文學聯合會是天文學家在命名方面認可的管理機構。

## 定義
一些地球科學家堅持國際天文學聯合會（IAU）在2006年8月提出的行星的正式定義。根據國際天文學聯合會的行星定義，行星是軌道環繞著太陽運動，有足夠的質量能維持流體靜力平衡（接近球體的形狀），並且能清除「相似軌道上」的其它天體。
另一個被廣泛接受的行星地球物理定義包括行星科學家 阿蘭·斯特恩和哈羅德·利維森在2002年提出的定義。兩人提出了以下規則來確定太空中的天體是否滿足行星體的定義。
「行星體」是指空間中質量滿足以下可測試上限和下限標準的任何天體：如果與外部擾動隔離（例如，動力和熱力），機構必須：
1. 質量足够低，以至於「在任何時候」（過去或現在），它都不能因任何自我維持的核融合連鎖反應而在內部產生能量（否則它將是一顆「棕矮星」或「恆星」）。而且，
2. 質量足够大，使其形狀主要由重力而非機械強度或其他因素决定（例如表面張力、轉速）在不到哈伯時間的時間內，因此天體將在這個時間尺度或更短的時間內在其內部達到流體靜力平衡的狀態。

他們指出通過這一定義更清楚地描述了行星的進化階段和主要特徵，來解釋他們的推理。具體而言，他們聲稱行星的標誌是，「天體質量的集體行為，以壓倒機械強度，並流入一個形狀由其自身重力主導的平衡橢球體」，該定義允許「重力可能尚未完全表現為主導力的早期時期」。
他們將行星體細分為，
- 行星：軌道直接圍繞恆星運行
- 行星級衛星：最大的是月球、伽利略衛星、泰坦和海衛一，最後一個顯然「以前是一顆獨立的天體」。
- 未綁定的行星：位於恆星之間的星際行星
- 雙行星：一顆行星和一顆大質量衛星圍繞兩個天體之間的一點運行（太陽系中唯一已知的例子是冥王星-冥衛一）

此外，還有一些重要的動力學類別：
- über行星：圍繞恒星運行，在哈伯時間內具有足够的動力學優勢，可以清除鄰近的星子
- 非行星：例如，無法清除其鄰域的行星，其軌道不穩定，或與質量更大的天體共振或繞其軌道運行。他們將邊界設定為∧=1。

2018年對上述定義概括的將所有行星體定義為行星。它的措辭面向更廣泛的受眾，旨在取代國際天文學聯合會的行星定義。它指出，行星科學家發現對「行星」的不同定義對他們的領域更有用，就像不同的領域對「金屬」的定義不同一樣。對他們來說，一顆行星是：
一種從未經歷過核融合的次恆星質量體，由於流體靜力平衡，無論其軌道參數如何，都有足够的引力使其成為圓形。
行星科學家對邊界天體的分類管道存在一些差異，如小行星智神星和灶神星。這兩顆可能是倖存的原行星，明顯的比一些橢球體更大，但現時不是很圓（儘管灶神星過去可能是圓的）。一些定義包括它們而其他人則不然。

## 地球物理行星的其他名稱
2009年，讓-呂克·馬戈（他提出了一個清除鄰域的數學標準）和萊維森（英語：Levison）建議，「圓度」應該指引力超過其物質强度的物體，圓形物體可以被稱為「世界」。他們指出，這樣的地球物理分類是合理的，不一定與行星的動力學概念相衝突：對他們來說，「行星」是動態定義的，是「世界」的一個子集（也包括矮行星、圓的衛星和自由漂浮物）。然而，他們指出，基於圓度的分類法是非常有問題的，因為圓度很少能直接觀察到，是一個連續體，因為行星資料的强度取決於溫度、成分和混合比，因而基於大小或質量來推導會導致圓度的不一致。例如，冰冷的米瑪斯是圓的，直徑為396-（246-英里），但岩石的灶神星不是圓的，直徑為525（326英里）（在低得多的溫度下，古柏帶中結冰的薩拉西亞，即使在直徑850-（530-英里）}處也可能沒有完全因重力而坍塌。）。因此，他們指出，在將物體歸類為世界時，可以容忍一些不確定性，而其動力學分類可以簡單地根據質量和軌道週期來確定。

## 太陽系中的地球物理行星

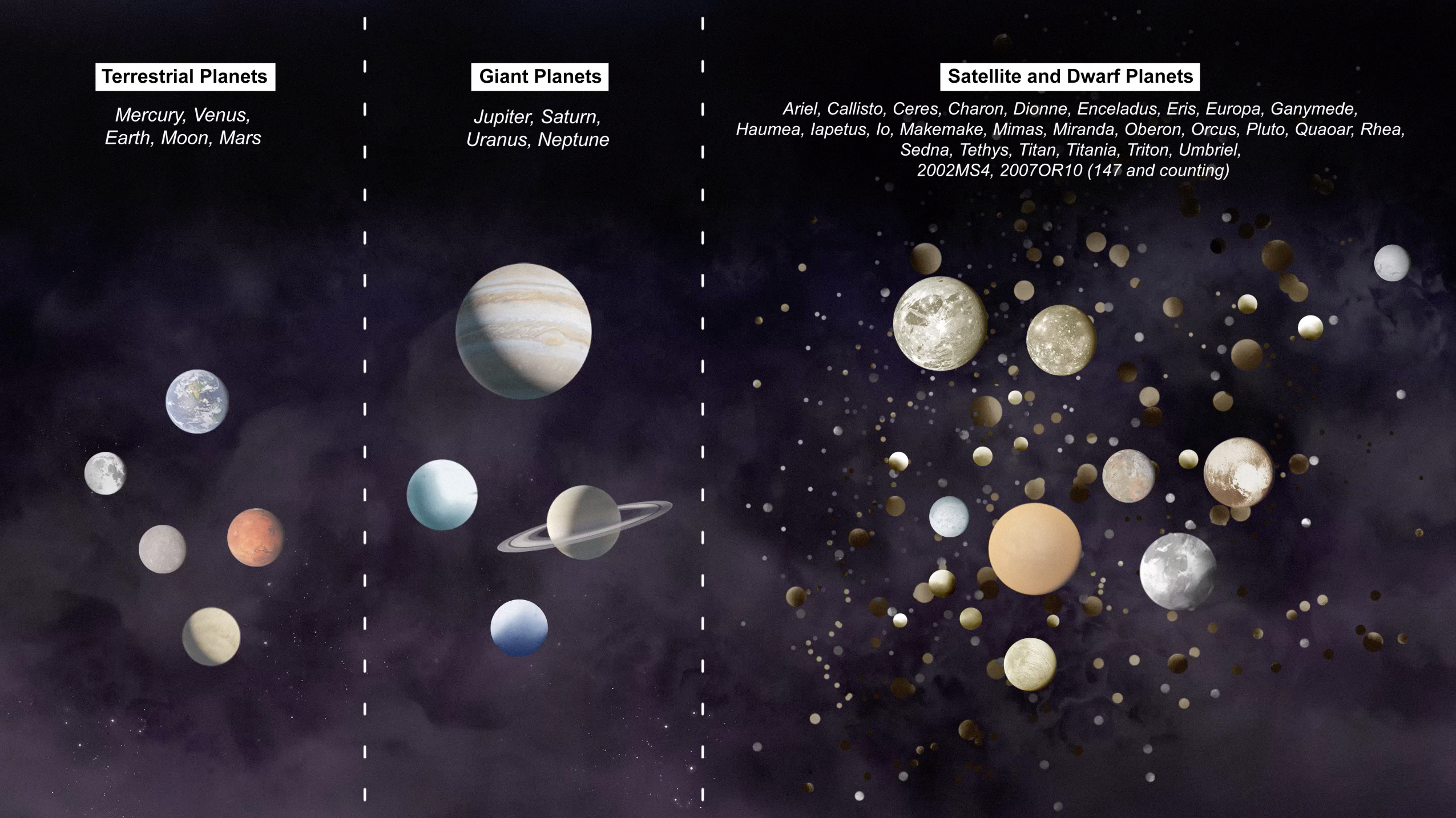
根據地球物理對行星的定義，太陽系中的衛星行星和矮行星比經典行星多。

太陽系中地球物理行星的數量無法客觀列出，因為它受限（取決）於對一些觀測不佳天體的精確定義和詳細瞭解，並且存在一些臨界情况。在國際天文學聯合會於2006年定義時，人們認為結冰的天體可能處於流體靜力平衡的極限直徑約為400（250英里），這表明古柏帶和離散盤中有大量的矮行星。然而，到了2010年，人們已經知道直徑達到1,500（930英里）的一些冰衛星（例如伊阿珀托斯）不處於平衡狀態。伊阿珀托斯是圓形的，但對於現時的自轉來說太扁了：它在16小時的自轉週期內具有平衡形狀，而不是實際上79天的自轉。這可能是因為伊阿珀托斯的形狀在形成後不久就因厚地殼的形成而凍結，而之後由於潮汐消散，使其自轉繼續放緩，直到它變成潮汐鎖定。無論如何，大多數地球物理定義都列出了這樣的天體。（事實上，國際天文學聯合會的定義已經是這樣了；水星現在被認為不處於流體靜力平衡，但它普遍被認為是一顆行星。）。
2019年，格倫迪（英語：Grundy）等人認為海王星外天體的直徑高達900至1,000（560至620英里）（例如(55637) 2002 UX25和雹神星）從未壓縮出其內部孔隙，因此不是行星體。2023年，埃梅里（英語：Emery）等人提出了海王星區域化學進化的類似閾值。如此高的閾值表明，最多有八個已知的海王星外天體可能是地球物理行星：冥王星、鬩神星、妊神星、鳥神星、共工星、冥衛一、創神星和賽德娜通過900-（560-英里）的門檻。
普遍認為是地球物理行星的天體包括八大行星：
1. ☿ 水星
2. ♀ 金星
3. 🜨 地球
4. ♂ 火星
5. ♃ 木星
6. ♄ 土星
7. ⛢ 天王星
8. ♆ 海王星

地球物理學家普遍認為有八顆矮行星是行星：
1. 穀神星
2. 冥王星
3. 妊神星
4. 創神星
5. 鳥神星
6. 共工星
7. 鬩神星
8. 賽德娜

和十九顆行星質量衛星：
- 地球的衛星：  月球
- 木星的四顆衛星：埃歐、歐羅巴、蓋尼米德、和卡利斯多
- 土星的七顆衛星：米瑪斯、恩克拉多斯、特堤斯、狄俄涅、瑞亞, 泰坦、和伊阿珀托斯
- 天王星的五顆衛星：米蘭達、艾瑞爾、烏姆柏里厄爾、緹坦妮雅、和奧伯隆
- 海王星的衛星：特里頓
- 冥王星的衛星：卡戎

其它一些在邊界線上天體有時也包括，如小行星智神星、灶神星和健神星（比米瑪斯大，但智神星灶神星明顯不圓）；海王星第二大衛星普羅特斯（比米瑪斯大，但仍然不圓）；或者其它一些海王星外天體，如亡神星和薩拉西亞，它們可能是也可能不是矮行星。
對太空探測器影像的檢查表明，一個物體大到足以被自身重力（無論是由於純粹的引力，如冥王星和泰坦，還是由於潮汐加熱，如埃歐和歐羅巴所增强）所達到的閾值大約是地質活動的閾值。然而，也有例外，如卡利斯多和米瑪斯，它們具有平衡形狀（在米瑪斯的情况下為歷史形狀），但沒有顯示出過去或現在內源性地質活動的迹象，和恩克拉多斯，其由於潮汐加熱而在地質上活躍，但現時顯然不處於平衡狀態。

## 與國際天文學聯合會行星定義的比較
一些地球物理定義與國際天文學聯合會的定義相同，而其他地球物理定義往往或多或少等同於國際天文學聯合會對行星定義的第二條。
斯特恩在2018年的定義，而不是他在2002年的定義中，排除了國際天文學聯合會定義的第一條（行星圍繞著恆星運行）和第三條（行星繞其軌道有清除鄰域）。因此，它將矮行星和{{link-en|行星質量衛星| Planetary-mass moon]]視為行星。
目前有五個天體被國際天文學聯合會認定為矮行星：穀神星、冥王星 （已知半徑最大的矮行星）、鬩神星（已知質量最大的矮行星）、姙神星、和鳥神星，然而最後三顆實際上並沒有被證明是矮行星。通常矮行星除了天文學家認可的這五顆，還有另外四顆：創神星、賽德娜、亡神星和共工星。

## 對國際天文學聯合會定義的反應
許多對國際天文學聯合會决定持評論態度的人專門關注將冥王星保留為一顆行星，而對在地球科學中如何定義「行星」一詞不感興趣。儘管並非所有評論者都支持替代定義，一份反對國際天文學聯合會定義的早期請願書吸引了300多人簽名。其他評論者對定義本身表示抗告，並希望創建可用於不同學科的替代定義。
斯特恩和萊維森提出行星的地球物理定義是國際天文學聯合會什麼是行星和什麼不是行星的定義的替代方案，旨在作為「地球物理定義」，而國際天文學聯合國的定義，他們認為，更多的是為天文學家定義。支持斯特恩和萊維森的地球物理定義者表明，行星科學家幾十年來一直在使用這種行星概念，並在國際天文學聯合會定義成立後仍繼續使用；儘管使用情况差異很大，小行星通常被視為「小」行星。

## 對系外行星的適用性
地球物理定義已被用來定義系外行星。儘管在2003年國際天文學聯合會宣佈「將太陽系外物體視為行星所需的最小質量應與太陽系中使用的質量相同」，2006年國際天文學聯合會的定義故意沒有解决系外行星的複雜性。雖然一些與國際天文學聯合會定義不同的地球物理定義在理論上適用於系外行星和星際行星，但由於對大多數系外行星的地球物理性質一無所知，它們沒有在實務上使用。地球物理定義通常排除經歷過核融合的天體，因此可能排除系外行星目錄中包含的質量較高的天體以及質量較低的天體。太陽系外行星百科、外行星數據探索者和美國國家航空暨太空總署外行星檔案都包括質量遠超過理論的13-木星質量閾值的天體，在該閾值下，氘融合被認為是得到支持的，原因包括：這一極限如何適用於岩石核心天體的不確定性，系外行星質量的不確定性，以及氘融合或形成機制是否是區分行星和恆星的最合適標準的爭論。這些不確定性同樣適用於國際天文學聯合會關於行星的概念。
國際天文學聯合會的定義和與其不同的地球物理定義都考慮了物體的形狀，並考慮了流體靜力平衡。確定天體的圓度需要在多個弦上進行量測（即使這樣也不足以確定它是否真的處於平衡狀態），但系外行星探測科技只提供行星的質量、其橫截面積與宿主恆星的橫截面積之比或其相對亮度。一顆小型系外行星克卜勒-1520b的質量不到地球的0.02倍，與天體太陽系流體靜力平衡天體列表的類比表明，這可能不足以使岩石體成為行星。
此外，WD 1145+017 b，只有0.0007地球質量，而SDSS J1228+1040 b的大小可能只有地球半徑的0.01倍，遠低於太陽系中冰冷天體的平衡上限（參見最小的系外行星列表）。

## 進階讀物
- Moons Are Planets: Scientific Usefulness Versus Cultural Teleology in the Taxonomy of Planetary Science （页面存档备份，存于）, Philip T. Metzger, William M. Grundy, Mark Sykes, S. Alan Stern, James F. Bell III, Charlene E. Detelich, Kirby D. Runyon, Michael Summers, 22 Oct 2021